# عبد القادر التلمساني
هو عبد القادر عبد الرحمن عبد القادر التلمساني، وهو الشقيق الأصغر لكامل التلمساني، رائد الواقعية في السينما المصرية، و لحسن التلمساني، أحد رواد فن السينما التسجيلية في مصر. وهو والد القاصة والروائية مي التلمساني والمصور الفوتوغرافى خالد التلمساني.
ولد عبد القادر التلمساني 12/11/ 1924 في قرية نوى بمحافظة القليوبية، وتوفي عام 2003. وكان متعدد المواهب، فقد كان مخرج ومنتج وكاتب سيناريو. كما أنه ناقد وباحث ومترجم. تخرج في معهد «ايديك» للسينما في باريس عام 1950 وفي معهد الفيلمولوجي بجامعة السوربون في باريس عام 1952.
وفي عام 1953 شارك في تأسيس لجنة الثقافة السينمائية في منزل إميل بحري مع سعد نديم وصلاح التهامي وكامل يوسف وصلاح أبو سيف ومحمد أبو سيف وعبد الفتاح البيلي وحسن التلمساني، وهي اللجنة التي أصدرت أول ترجمة عربية لكتاب المخرج الروسي بودوفكين «الفن السينمائي» ترجمه صلاح التهامي، وأول ترجمة لسيناريو فيلم أجنبي «الأم» إخراج بودوفكين وترجمة كمال عبد الحليم، وأول سيناريو عربي ينشر في كتاب وهو سيناريو فيلم «حورية المصرية» تأليف عبد القادر التلمساني. أسس عبد القادر التلمساني شركة للإنتاج والتوزيع عام 1957 بدأت باستيراد الفيلم السوفياتي «الأم»، ولكن الرقابة منعت العرض قبل ساعات من الافتتاح، وتم إغلاق الشركة. وله إسهامات هامة في ترجمة الأعمال المسرحية، منها مسرحيات من تأليف تشيخوف وبريخت، وكافكا ويونسكو. كما كتب مسلسلات للراديو عن أعمال أدبية لتوفيق الحكيم، وعبد الرحمن الشرقاوي. وأخرج مسرحية «البر الغربي» تأليف محمد عناني عام 1964. وفي عام 1968 أسس مع شقيقه حسن شركة التلمساني إخوان، وهي أول شركة مصرية تتخصص في إنتاج الأفلام التسجيلية.
وأخرج التلمساني مسلسلا تلفزيونيا عن رواية توفيق الحكيم «بنك القلق» عام 1971. وقد صدر عنه في إطار تكريمه في مهرجان الإسماعيلية للأفلام التسجيلية عام 1992 كتاب تذكاري تأليف عدلي الدهيبي. ونشر عبد القادر التلمساني العديد من الأبحاث والمقالات في صحف ومجلات مصرية.
1. 1 2   https://english.ahram.org.eg/NewsContent/5/0/310922/Arts--Culture/0/Egyptian-artist-Khaled-AlTelmissany-dies-in-a-fata.aspx. اطلع عليه بتاريخ 2021-05-05. {{استشهاد ويب}}: |url= بحاجة لعنوان (مساعدة) والوسيط |title= غير موجود أو فارغ (من ويكي بيانات) (مساعدة)
2. ↑   https://sulfursurrealistjungle.com/2020/05/30/destabilizing-modernity-kamel-telmisanys-surrealist-unrest-by-may-telmissany/. اطلع عليه بتاريخ 2021-05-04. {{استشهاد ويب}}: |url= بحاجة لعنوان (مساعدة) والوسيط |title= غير موجود أو فارغ (من ويكي بيانات) (مساعدة)
3. 1 2 3   https://sulfursurrealistjungle.com/2020/05/30/destabilizing-modernity-kamel-telmisanys-surrealist-unrest-by-may-telmissany/. اطلع عليه بتاريخ 2021-05-05. {{استشهاد ويب}}: |url= بحاجة لعنوان (مساعدة) والوسيط |title= غير موجود أو فارغ (من ويكي بيانات) (مساعدة)